# Маяк Сейнт-Эндрюс
Маяк Сейнт-Эндрюс (англ. St. Andrews Lighthouse), также известный как маяк Пендлбери (англ. Pendlebury Lighthouse), — маяк, расположенный на входе залив Пассамакодди в черте города Сейнт-Эндрюс, графство Шарлотт, провинция Нью-Брансуик, Канада. Построен в 1833 году. Старейший материковый маяк провинции Нью-Брансуик. Деактивирован в 1938 году.

## История
Город Сейнт-Эндрюс был основан в 1783 году практически на границе с США лоялистами, бежавшими в Канаду после поражения в гражданской войне. В 1832 было выделено 732 фунтов на строительство маяка на входе в город. В 1833 году строительство было завершено. Маяк представлял собой деревянную восьмиугольную башню высотой 9 метров с восьмиугольным помещением для фонаря на вершине. Башня была плохо прикреплена к пристани, и в 1840 году её фундамент укрепили. В 1843 году рядом с маяком был построен склад. В октябре 1869 года ураган Саксби нанес существенный ущерб маяку, но он был отремонтирован. В 1938 году маяк был выведен из эксплуатации. Вместо него в 75 метрах от берега был установлен автоматический маяк на скелетной башне высотой 12 метров. В 1960-х годах после обрушения дамбы, поддерживавшей старый маяк, он сильно накренился набок. После этого фундамент снова укрепили. В 2002 году старый маяк перенесли на 15 метров вглубь от пристани, что спасло маяк, поскольку пристань вскоре обрушилась. В 2010 году маяк был возвращён на прежнее место, а 24 октября 2011 года реставрация маяка и дамбы, проводившаяся на добровольные пожертвования жителей города Сейнт-Эндрюс, завершилась.